# Blumfeldköpfl
Das Blumfeldköpfl ist ein 1965 m ü. A. hoher Berg in der Ankogelgruppe der Zentralalpen im österreichischen Bundesland Salzburg.

## Lage und Umgebung
Das Blumfeldköpfl befindet sich in der Katastralgemeinde Böckstein der Gemeinde Bad Gastein und im Landschaftsschutzgebiet Gasteiner-Tal. Zu den Gipfeln in der Umgebung zählen der 2620 m ü. A. hohe Radhausberg im Süden und der 2440 m ü. A. hohe Honigleitenkogel im Südosten. Als Blumfeld wird die Gegend zwischen dem Blumfeldköpfl-Gipfel im Norden und den steilen Felsen des Radhausbergs im Süden bezeichnet. An den unteren nördlichen Hängen des Blumfeldköpfls erstreckt sich die zur Ortschaft Bad Gastein gehörende Astenalm.
Über die nördlichen Hänge verlaufen die Weitwanderwege Arnoweg und Salzburger Almenweg. Am Berg befindet sich eine Stempelstelle für Wandernadeln des Österreichischen Alpenvereins.

## Geologie
Der Gipfelbereich und die südlichen Hänge sind von Granitgneis und Orthogneis geprägt. An den nördlichen Hängen dominiert Orthogneis, mit Silt, Sand und Kies zum Flusstal der Nassfelder Ache hin.

## Fauna und Flora
Die Gamswild-Ruhezone Blumfeldköpfl darf von 1. Dezember bis 31. Mai nicht betreten werden, die Rotwild-Ruhezone Sportgastein-Nassfeld von 1. November bis 31. Mai. Beim Gipfel und an den südlichen Hängen gibt es einen Bestand der Rostblättrigen Alpenrose (Rhododendron ferrugineum). Nördlich des Gipfels erstrecken sich Lärchen-Zirben-Wälder und westlich des Gipfels Grünerlen-Buschwälder.

## Geschichte
Im 16. und 17. Jahrhundert wurden am Blumfeldköpfl Gold und Pyrit abgebaut. Aus dieser Zeit sind zwei diesem Zweck dienende Stollen dokumentiert.